# Немечек, Даниэль
Даниэль Немечек (чеш. Daniel Němeček; род. 11 августа 1991, Прага, Чехословакия) — чешский легкоатлет, специализирующийся в беге на 400 метров. Двукратный бронзовый призёр чемпионатов Европы в помещении в эстафете 4×400 метров (2013, 2015). Четырёхкратный чемпион Чехии.

## Биография
Тренируется в клубе «Дукла» (Прага) под руководством Иржи Кминека.
Выступая в юниорской категории, становился неоднократным чемпионом страны среди сверстников. Среди взрослых впервые проявил себя в 2011 году, когда в 19 лет стал призёром национального первенства в беге на 400 метров в помещении. За национальную команду дебютировал в 2012 году после того, как стал чемпионом Чехии с личным рекордом 46,36. На чемпионате Европы в Хельсинки занял 5-е место в эстафете 4×400 метров и стал соавтором рекорда страны (3.02,72).
Первого крупного успеха достиг зимой 2013 года, когда вместе с Йозефом Пророком, Петром Лихим и Павлом Маслаком завоевал бронзовую медаль чемпионата Европы в помещении в эстафете (выступал на первом этапе). Летом бежал в финале молодёжного первенства Европы на дистанции 400 метров и в эстафете (оба раза финишировал 6-м).
В 2014 году за 10 дней до чемпионата Европы установил личный рекорд 46,09, однако повторить его на главном старте сезона не смог, ограничившись выступлением в предварительных забегах.
На чемпионате Европы в помещении 2015 года в Праге помог установить рекорд Чехии в эстафете 4×400 метров (3.04,09) и на втором кряду первенстве выиграл бронзовую медаль.

## Основные результаты
| Год  | Турнир                          | Место проведения     | Дисциплина       | Место       | Результат |
| ---- | ------------------------------- | -------------------- | ---------------- | ----------- | --------- |
| 2012 | Чемпионат Европы                | Хельсинки, Финляндия | 400 м            | — (1/2)     | DQ        |
| 2012 | Чемпионат Европы                | Хельсинки, Финляндия | эстафета 4×400 м | 5-е         | 3.02,72   |
| 2013 | Чемпионат Европы в помещении    | Гётеборг, Швеция     | эстафета 4×400 м | 3-е         | 3.07,64   |
| 2013 | Чемпионат Европы среди молодёжи | Тампере, Финляндия   | 400 м            | 6-е         | 46,47     |
| 2013 | Чемпионат Европы среди молодёжи | Тампере, Финляндия   | эстафета 4×400 м | 6-е         | 3.05,82   |
| 2013 | Чемпионат мира                  | Москва, Россия       | эстафета 4×400 м | 19-е (заб.) | 3.04,54   |
| 2014 | Командный чемпионат Европы      | Брауншвейг, Германия | эстафета 4×400 м | —           | DQ        |
| 2014 | Чемпионат Европы                | Цюрих, Швейцария     | 400 м            | 26-е (заб.) | 46,47     |
| 2014 | Чемпионат Европы                | Цюрих, Швейцария     | эстафета 4×400 м | 7-е         | 3.04,56   |
| 2015 | Чемпионат Европы в помещении    | Прага, Чехия         | эстафета 4×400 м | 3-е         | 3.04,09   |